# 喜茂別岳
喜茂別岳（きもべつだけ）は、北海道札幌市南区定山渓と喜茂別町の境界にある山。標高1177メートル。

## 名称について
南西に流れ下る喜茂別川の源にあたることから名づけられた。
「喜茂別」はアイヌ語のキモペッ（山奥にある川）に由来する。

## 地形と地質
札幌市の南西端、京極町や喜茂別町との境界には、無意根山や中岳などが連なるなだらかな山稜が走っており、その南端に位置するのが喜茂別岳である。国道230号の中山峠から見える山と言えば第一に羊蹄山の名が挙がるが、その右手の前景をなしている。
無意根山溶岩と同時期に生成された、古い火山である。
なお、南東には標高970メートルの小喜茂別岳（しょうきもべつだけ）がある。

## 登山ルート
登山道そのものは開かれていないが、森林管理署の作業用歩道が2本あるため、これを利用して登ることができる。ただし山の最高地点は踏まず、三角点の設けられた箇所を山頂としている。

### 中岳林道（黒川短縮）コース
国道230号を、中山峠から喜茂別町方向に約9キロメートル下り、喜茂別一号川に沿った林道中岳線に入る。この林道は約2.4キロメートル進んだあたりで大きくカーブして京極町方面へと向かっており、そのカーブから分岐してほぼ水平に走る道の終点、黒川の上流部に登山口があった。
しかし2021年（令和3年）の時点で上記の黒川（裏ノ沢）コースは荒廃しており、登山よりもタケノコ採り目的で利用されている。代わって登山者の間で主流となっているのは、カーブの分岐をたどらず行き過ぎて、さらに約1.4キロメートル進んだ先に登山口がある短縮コースである。
どちらの登山口を利用するにせよ、道はやがて合流し、喜茂別岳の南尾根に乗ったあたりで見晴らし台に着く。そこから1062メートル標高点の西側を巻き、ジグザグを切りながら急斜面を登って、最高地点の南側をトラバースすることで山頂に至る。

### 中山峠コース
中山峠から、NTTが管理する電波塔への車道に入る。はじめは砂利道だが、途中からは舗装が施されている。電波塔が近くなると、右手に中山湿原への分岐路がある。
電波塔から先も単調な道のりで、急斜面に設けられた階段を上り、小湿地を行き過ぎて山頂に至る。
2021年（令和3年）現在、このコースにはササが覆いかぶさり、事実上の廃道となっている。
ただ、積雪期のスキー登山であれば利用に問題ない。喜茂別岳だけを目標とするのみならず、北方の無意根山まで足を延ばすこともできるし、さらにそこから余市岳を目指す、札幌近郊の山々で最大級の縦走行も可能である。

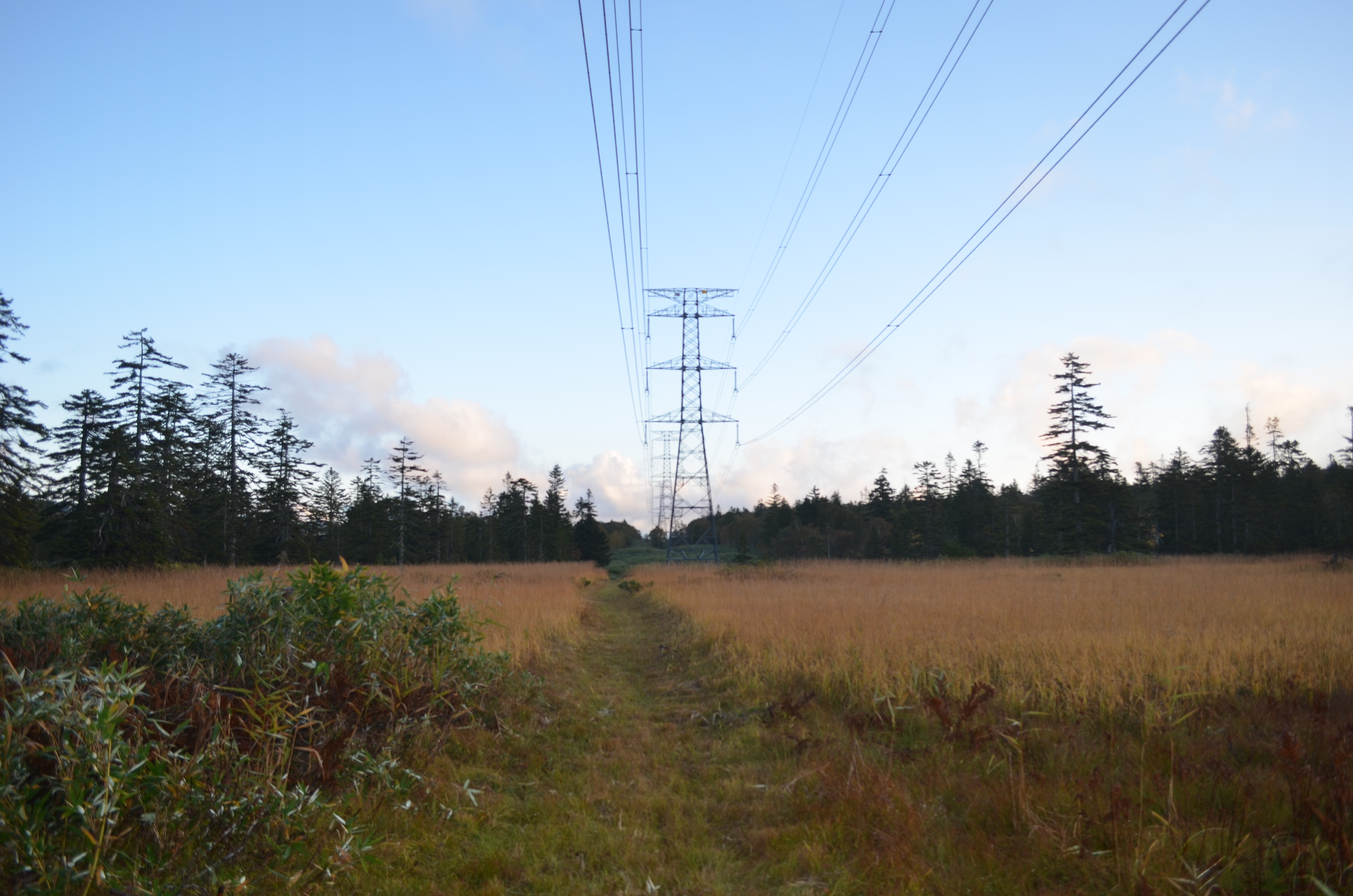
中山湿原
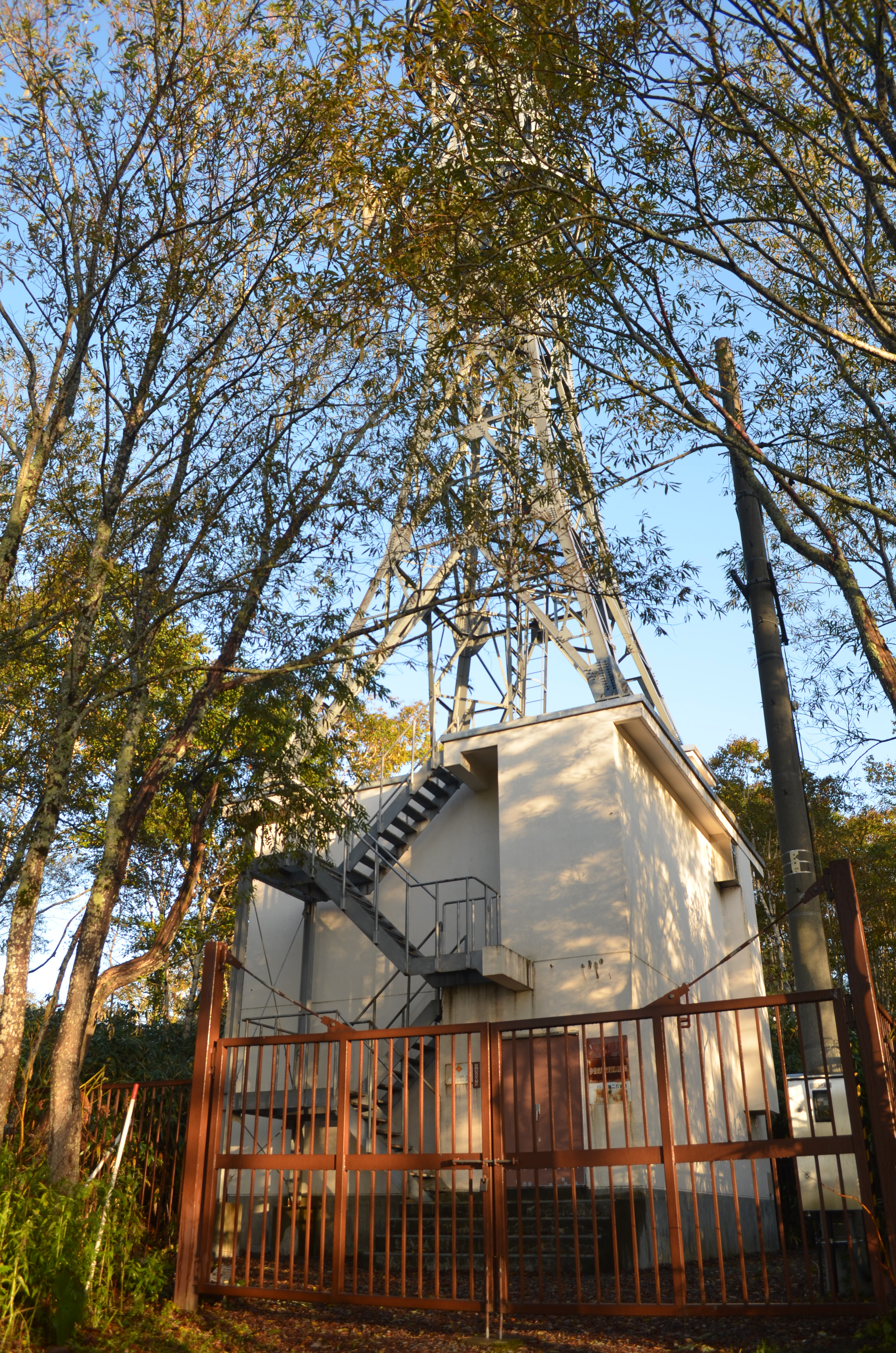
NTT中山峠無線中継所